# Mark Girouard
Mark Girouard (7 octobre 1931 - 16 août 2022) est un historien de l'architecture britannique. Il est une autorité en matière de maisons de campagne et d'architecture élisabéthaine et victorienne.

## Biographie

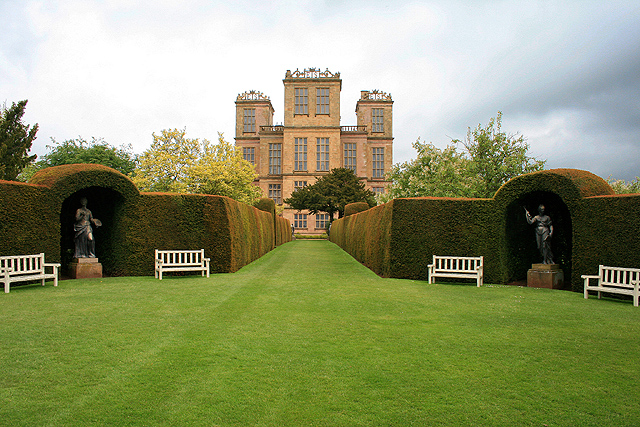
Hardwick Hall dans le Derbyshire – Le travail pionnier de Girouard, sur l'architecte, Robert Smythson, a établi sa réputation

Girouard est né le 7 octobre 1931. Il fait ses études au Ampleforth College, étudie les classiques à Christ Church, Oxford et travaille ensuite pour le magazine Country Life d'environ 1958 à 1967, d'abord comme rédacteur sur l'architecture, puis, à partir de 1964, comme rédacteur en chef de la rubrique architecture. Il est professeur Slade de beaux-arts de 1975 à 1976 et élu membre de la Society of Antiquaries of London en 1987. Girouard est élu membre de la Royal Society of Literature en 2011. Il est membre du conseil d'administration de l'Architecture Foundation de 1992 à 1999 et fondateur et premier président du Spitalfields Historic Buildings Trust,. Il est le petit-fils de Henry Beresford, 6e marquis de Waterford par sa mère, Blanche Girouard.
Son Life in the English Country House lui vaut le prix commémoratif Duff Cooper en 1978 et le prix littéraire WH Smith en 1979.
Les photographies de Girouard sont conservées à la Conway Library of Art and Architecture du Courtauld Institute of Art de Londres.
Girouard est marié à l'artiste Dorothy Girouard et ils vivaient à Notting Hill Gate, à Londres. Ils ont une fille, l'écrivaine Blanche Girouard. Girouard est décédé le 16 août 2022, à l'âge de 90 ans.